# Uehrde
Uehrde är en kommun och ort i Landkreis Wolfenbüttel i förbundslandet Niedersachsen i Tyskland. De tidigare kommunerna Barnstorf, Warle och Watzum uppgick i Uehrde 1 mars 1974.
Kommunen ingår i kommunalförbundet Samtgemeinde Elm-Asse tillsammans med ytterligare elva kommuner.